# Gyps
Gyps – rodzaj ptaków z podrodziny jastrzębi (Accipitrinae) w rodzinie jastrzębiowatych (Accipitridae).

## Zasięg występowania
Rodzaj obejmuje gatunki występujące w Afryce i Eurazji.

## Morfologia
Długość ciała 76–110 cm, rozpiętość skrzydeł 196–290 cm; masa ciała 3,5–12 kg; samice są większe i cięższe od samców. 

## Systematyka

### Etymologia
- Gyps: gr. γυψ gups, γυπος gupos „sęp”[5].
- Pseudogyps: gr. ψευδος pseudos „fałszywy”; rodzaj Gyps Savigny, 1809[6]. Gatunek typowy: Vultur bengalensis J.F. Gmelin, 1789.

### Podział systematyczny
Do rodzaju należą następujące gatunki:
- Gyps himalayensis Hume, 1869 – sęp himalajski
- Gyps bengalensis (J.F. Gmelin, 1788) – sęp bengalski
- Gyps africanus Salvadori, 1865 – sęp afrykański
- Gyps indicus (Scopoli, 1786) – sęp indyjski
- Gyps tenuirostris G.R. Gray, 1844 – sęp długodzioby
- Gyps coprotheres (J.R. Forster, 1798) – sęp przylądkowy
- Gyps rueppelli (A.E. Brehm, 1852) – sęp plamisty
- Gyps fulvus (Hablizl, 1783) – sęp płowy